# Noke
Noke – wieś w Anglii, w hrabstwie Oxfordshire, w dystrykcie Cherwell. Leży 8 km na północny wschód od Oksfordu i 83 km na północny zachód od Londynu. W 2001 miejscowość liczyła 132 mieszkańców.